# Joe Dunphy
Joe Dunphy (Londres, 26 de octubre de 1937) es un ex-piloto británico de motociclismo, que participó en el Campeonato del Mundo de Motociclismo desde 1962 hasta su muerte en 1967. Su mejor temporada fue en 1965 en el que acabó noveno en la clasificación general de 500cc.

## Carrera
Joe Dunphy nació en Londres de padres irlandeses, de ahí su distintivo emblema de casco de trébol. Sus primeras experiencias en carreras motociclísticas fueron en el GP de Manx, que llegó a obtener el triunfo en 1962. Debutaría en el Mundial en el TT Isla de Man de 1963 donde se clasificó en quinto lugar en la categoría de 500 c.c.
Durante los siguientes años siguió compitiendo en la TT Isla de Man aunque también demostró su habilidad en otras modalidades como la victoria en los 1,000 kilómetros del BMCRC en Oulton Park junto a Paddy Driver. Su segundo puesto en el TT Isla de Man de 1965 por detrás de Mike Hailwood, le abrieron las puertas de las carreras europeas del Mundial. En 1967, se retira al final de la temporada para iniciar un exitoso negocio de repuestos de automóviles.

## Resultados en el Campeonato del Mundo
Sistema de puntuación desde 1950 hasta 1968:
| Posición | 1 | 2 | 3 | 4 | 5 | 6 |
| Puntos   | 8 | 6 | 4 | 3 | 2 | 1 |

Sistema de puntuación desde 1969 en adelante:
| Posición | 1  | 2  | 3  | 4 | 5 | 6 | 7 | 8 | 9 | 10 |
| Puntos   | 15 | 12 | 10 | 8 | 6 | 5 | 4 | 3 | 2 | 1  |

(Carreras en negrita indica pole position; carreras en cursiva indica vuelta rápida)
| Año  | Clase | Moto    | 1     | 2       | 3       | 4       | 5     | 6      | 7       | 8       | 9       | 10      | 11    | 12    | 13    | Pts | Pos  |
| ---- | ----- | ------- | ----- | ------- | ------- | ------- | ----- | ------ | ------- | ------- | ------- | ------- | ----- | ----- | ----- | --- | ---- |
| 1963 | 350cc | AJS     |       | GER -   | IOM Ret | NED -   |       | ULS -  | DDR -   | NAT -   | FIN -   |         | JPN - |       |       | 0   | -    |
| 1963 | 500cc | Norton  |       |         | IOM 5   | NED -   | BEL - | ULS 8  | DDR -   | NAT -   | FIN -   | ARG -   |       |       |       | 2   | 15.º |
| 1964 | 125cc | Honda   | USA - | ESP -   | FRA -   | IOM 13  | NED - | BEL -  | GER -   | DDR -   | ULS -   | FIN -   | NAT - | JPN - |       | 0   | -    |
| 1964 | 250cc | Greeves | USA 5 | ESP -   | FRA 12  | IOM Ret | NED - | BEL -  | GER -   | DDR -   | ULS -   | FIN -   | NAT - | JPN - |       | 0   | -    |
| 1964 | 350cc | Norton  |       |         |         | IOM 6   | NED - |        | GER -   | DDR -   | ULS -   | FIN -   | NAT - | JPN - |       | 1   | 23.º |
| 1964 | 500cc | Norton  | USA - |         |         | IOM Ret | NED - | BEL -  | GER -   | DDR -   | ULS 7   | FIN -   | NAT - |       |       | 0   | -    |
| 1965 | 350cc | Norton  |       | GER -   |         |         | IOM 9 | NED -  |         | RDA -   | CZE -   | ULS -   | FIN - | NAT - | JPN - | 0   | -    |
| 1965 | 500cc | Norton  |       | GER -   |         |         | IOM 2 | NED -  | BEL -   | RDA Ret | CZE -   | ULS Ret | FIN - | NAT - | JPN - | 6   | 9.º  |
| 1966 | 350cc | Norton  |       | GER -   | FRA -   | NED -   |       | RDA 10 | CZE -   | FIN -   | ULS 6   | IOM Ret | NAT - | JPN - |       | 1   | 27.º |
| 1966 | 500cc | Norton  |       | GER -   |         | NED -   | BEL - | RDA 7  | CZE Ret | FIN -   | ULS Ret | IOM Ret | NAT - |       |       | 0   | -    |
| 1967 | 250cc | Suzuki  | ESP - | GER -   | FRA -   | IOM 17  | NED - | BEL -  | RDA -   | CZE -   | FIN -   | ULS -   | NAT - | CAN - | JAP - | 0   | -    |
| 1967 | 350cc | AJS     |       | GER -   |         | IOM Ret | NED - |        | RDA -   | CZE -   |         | ULS 8   | NAT - |       | JPN - | 0   | -    |
| 1967 | 500cc | Norton  |       | GER Ret |         | IOM Ret | NED - | BEL -  | RDA Ret | CZE Ret | FIN -   | ULS Ret | NAT - | CAN - |       | 0   | -    |